# Burchvliet

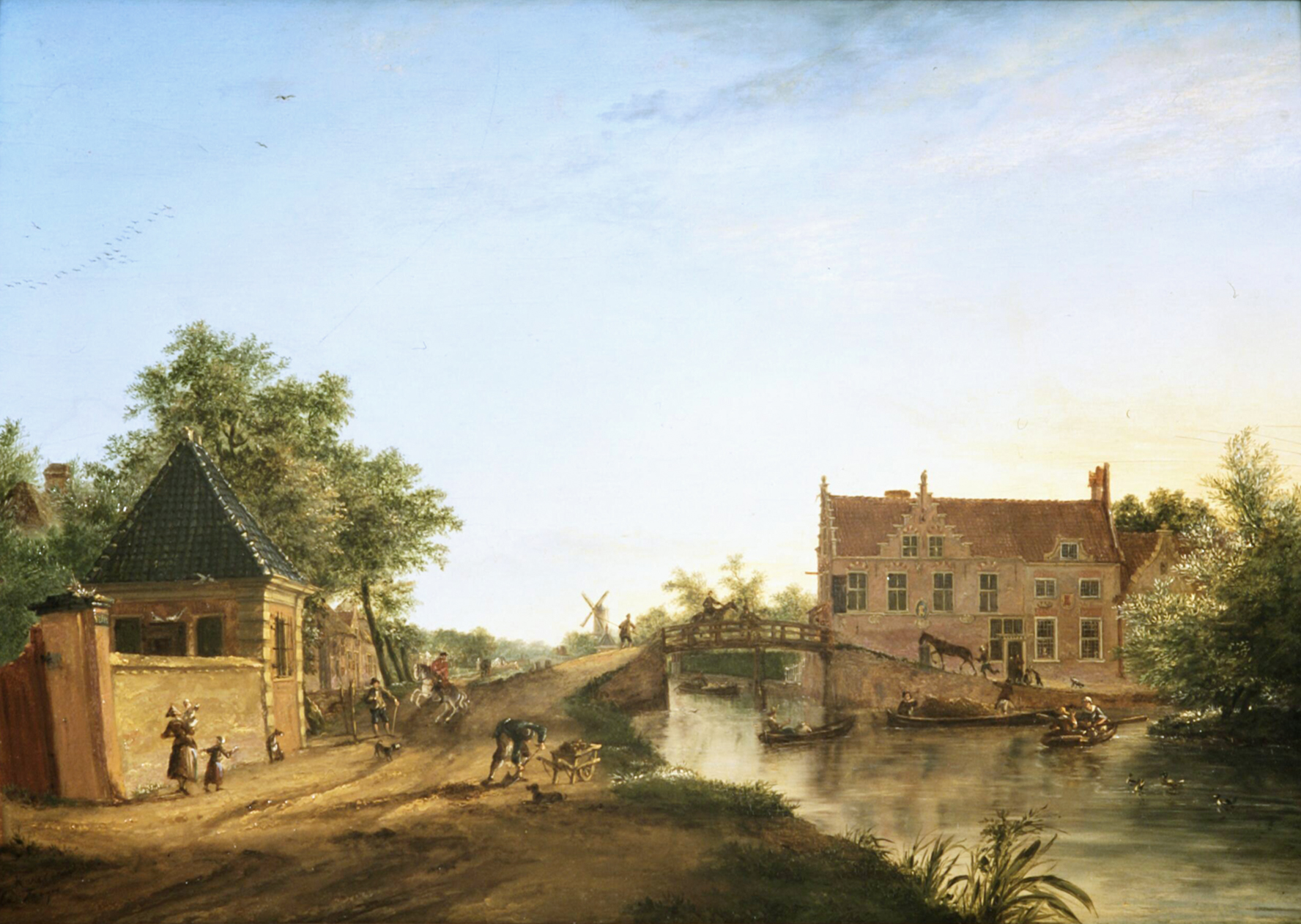
Gezicht op het Huis Burchvliet en de Nieuwe Tolbrug bij Rijswijk (Karel la Fargue, 2e helft 18e eeuw)

Burchvliet was een buitenplaats in de Nederlandse plaats Rijswijk (provincie Zuid-Holland). 
Oorspronkelijk was Burchvliet een Voorburgse buitenplaats want het stuk grond aan de Geestbrugkade, waar het stond, behoorde tot 1834 tot Voorburg. 
In de 16e eeuw stond er al een landhuis op de hoek van de Vliet en de Trekvliet met de naam De Vriezen. Toen het in 1637 aan Lodewijk van Boshuizen werd verkocht, werd het echter al De Burchvliet genoemd. Aan de hand van de gevelstenen kan achterhaald worden dat de naamswijziging waarschijnlijk in 1633 heeft plaatsgevonden. De eigenaren van Burchvliet hadden tevens het recht om tol te heffen over de Vliet. Daartoe lag over de Vliet de Nieuwe Tolbrug, later de Hoge Brug genoemd. In 1838 kocht mr Johan Anthony Philipse, eigenaar van naburige Leeuwendaal, het huis Burchvliet. Toen Burchvliet niet meer werd gebruikt als woonhuis, werd er de "Stoomwasch- en Bleekerij Burchvliet"
in gevestigd. In 1892 moest de Vliet en de Trekvliet verbreed worden om grotere schepen toe te laten. Daarvoor moest Burchvliet worden afgebroken. Een gevelsteen, uitbeeldende een burchttoren aan het water, bevindt zich nog in het Rijswijks Museum.

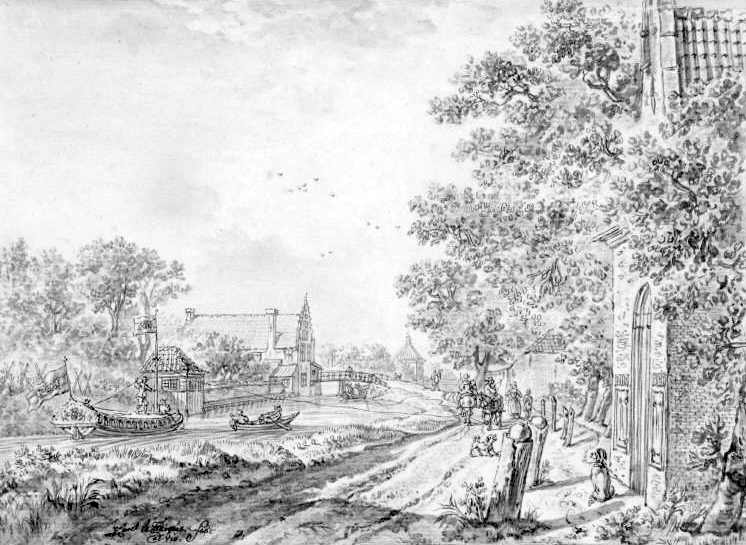
Burchvliet met de tolbrug, gezien vanuit het zuidwesten (18e eeuw)
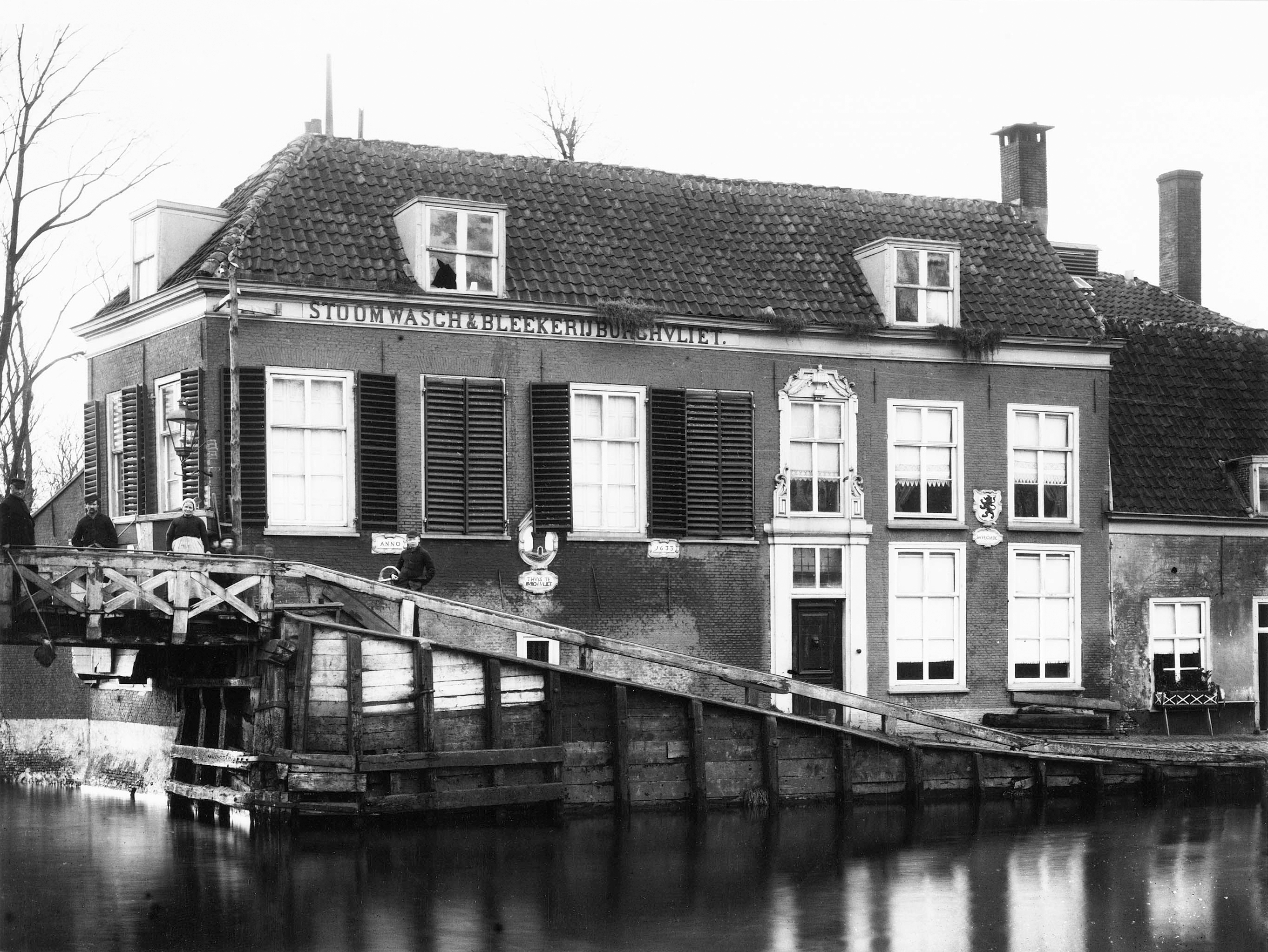
Stoomwasch- en Bleekerij Burchvliet vlak voor de afbraak, gezien vanuit het noordoosten (1891)